# Aguardiente

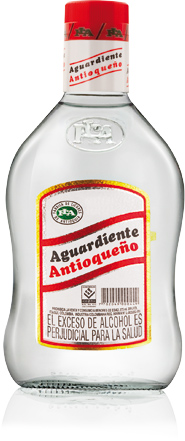
Fles aguardiente Antioqueño

Aguardiente is de Spaanstalige verzamelnaam voor alcoholische dranken met een percentage van gewoonlijk 40 tot 45 procent alcohol. Aguardiente stamt af van het Latijnse aqua ardens, wat vurig water of, letterlijk, brandend water betekent.
In Mexico wordt aguardiente gewonnen door destillatie van het sap uit suikerriet. In Chili wordt het gemaakt door het destilleren van wijn. Het wordt daar gebruikt om dranken van te mixen zoals Murtado en Cola de mono.
In Colombia is aguardiente een naar anijs smakende likeur, net als in Mexico wordt het hier uit suikerriet gewonnen. Het is vooral populair in de Andes-regio. De verschillende departementen hebben de rechten van het produceren ervan, maar wat in het ene departement gemaakt is, mag niet in een ander departement worden verkocht. Door andere hoeveelheden anijszaad toe te voegen ontstaan er verschillende smaken. De smaak is een belangrijk argument in de onderlinge concurrentiestrijd. In Colombia heeft aguardiente een alchoholpercentage van 29 procent.
Tabel met verschillende merken en de departementen in Colombia waar ze vervaardigd worden:
| Merken en hun departementen | Merken en hun departementen |
| --------------------------- | --------------------------- |
| Merknaam                    | Departement                 |
| Antioqueño                  | Antioquia                   |
| Líder                       | Boyacá                      |
| Extra del Caquetá           | Caquetá                     |
| Cristal                     | Caldas                      |
| Nectar                      | Cundinamarca                |
| Doble Anís                  | Huila                       |
| Llanero                     | Meta                        |
| Nariño (voorheen Galeras)   | Nariño                      |
| Quindiano                   | Quindío                     |
| Superior                    | Santander                   |
| Tapa Roja                   | Tolima                      |
| Blanco                      | Valle del Cauca             |